# Ессонн
Ессо́нн (фр. Essonne) — департамент на півночі центральної частини Франції, один з департаментів регіону Іль-де-Франс. 
Порядковий номер 91. Адміністративний центр — Еврі. Населення 1,134 млн осіб (14-е місце серед департаментів, дані 1999 р.).

## Географія
Площа території 1 804 км². 
Через департамент протікає річка Сена та її притоки, зокрема Ессонн. 
Департамент включає 3 округи, 42 кантони та 196 комун.

## Історія
Ессонн був створений 1 січня 1968 р. на частині території колишнього департаменту Сена та Уаза.

## Склад
Департамент охоплює 3 округи:
| Округ  | Площа, км² | Населення, осіб | Рік  | Адміністративний центр | Кількість кантонів | Кількість муніципалітетів |
| ------ | ---------- | --------------- | ---- | ---------------------- | ------------------ | ------------------------- |
| Еврі   | 469,00     | 501283          | 2007 | Еврі                   | 17                 | 52                        |
| Етамп  | 876,00     | 134012          | 2007 | Етамп                  | 6                  | 79                        |
| Палезо | 459,00     | 566699          | 2007 | Палезо                 | 19                 | 65                        |

## Населені пункти
Найбільші населені пункти округу з населенням понад 10 тисяч осіб:
| Муніципалітет        | Населення, осіб | Рік  | Округ  |
| -------------------- | --------------- | ---- | ------ |
| Еврі                 | 52802           | 2007 | Еврі   |
| Корбей-Ессонн        | 41308           | 2007 | Еврі   |
| Массі                | 40386           | 2007 | Палезо |
| Савіньї-сюр-Орж      | 37469           | 2007 | Палезо |
| Сент-Женев'єв-де-Буа | 34411           | 2007 | Палезо |
| Вірі-Шатійон         | 31249           | 2007 | Еврі   |
| Атіс-Монс            | 30462           | 2007 | Палезо |
| Палезо               | 30149           | 2007 | Палезо |
| Єрр                  | 28789           | 2007 | Еврі   |
| Дравей               | 28335           | 2007 | Еврі   |
| Рис-Оранжис          | 26691           | 2007 | Еврі   |
| Гриньї               | 26637           | 2007 | Еврі   |
| Віньє-сюр-Сен        | 26497           | 2007 | Еврі   |
| Брюнуа               | 25981           | 2007 | Еврі   |
| Лез-Юліс             | 24528           | 2007 | Палезо |
| Монжерон             | 22929           | 2007 | Еврі   |
| Бретіньї-сюр-Орж     | 22837           | 2007 | Палезо |
| Етамп                | 22306           | 2007 | Етамп  |
| Жиф-сюр-Іветт        | 21736           | 2007 | Палезо |
| Лонжумо              | 21166           | 2007 | Палезо |
| Морсан-сюр-Орж       | 21165           | 2007 | Еврі   |
| Сен-Мішель-сюр-Орж   | 20148           | 2007 | Палезо |
| Шиї-Мазарен          | 18577           | 2007 | Палезо |
| Орсе                 | 16411           | 2007 | Палезо |
| Верр'єр-ле-Бюїссон   | 15805           | 2007 | Палезо |
| Куркуронн            | 14336           | 2007 | Еврі   |
| Жувізі-сюр-Орж       | 14153           | 2007 | Палезо |
| Меннесі              | 13225           | 2007 | Еврі   |
| Епіне-су-Сенар       | 12652           | 2007 | Еврі   |
| Моранжис             | 11511           | 2007 | Палезо |
| Епіне-сюр-Орж        | 10261           | 2007 | Палезо |
| Іньї                 | 10208           | 2007 | Палезо |